# Coșmar pe Elm Street (film)
Coșmar pe Elm Street (titlu original: A Nightmare on Elm Street) este un film slasher din 2010 regizat de Samuel Bayer. Este o refacere a filmului omonim din 1984 regizat de Wes Craven, din seria Coșmar pe Strada Ulmilor / Coșmarul (de) pe Elm Street. Filmul are loc într-un oraș fictiv din Ohio și se concentrează în jurul unui grup de adolescenți care trăiesc pe o stradă, care sunt urmăriți și uciși în visele lor de un bărbat desfigurat pe nume Freddy Krueger. Adolescenții descoperă că toți au o legătură comună din copilărie, care îi face ținte pentru Krueger.

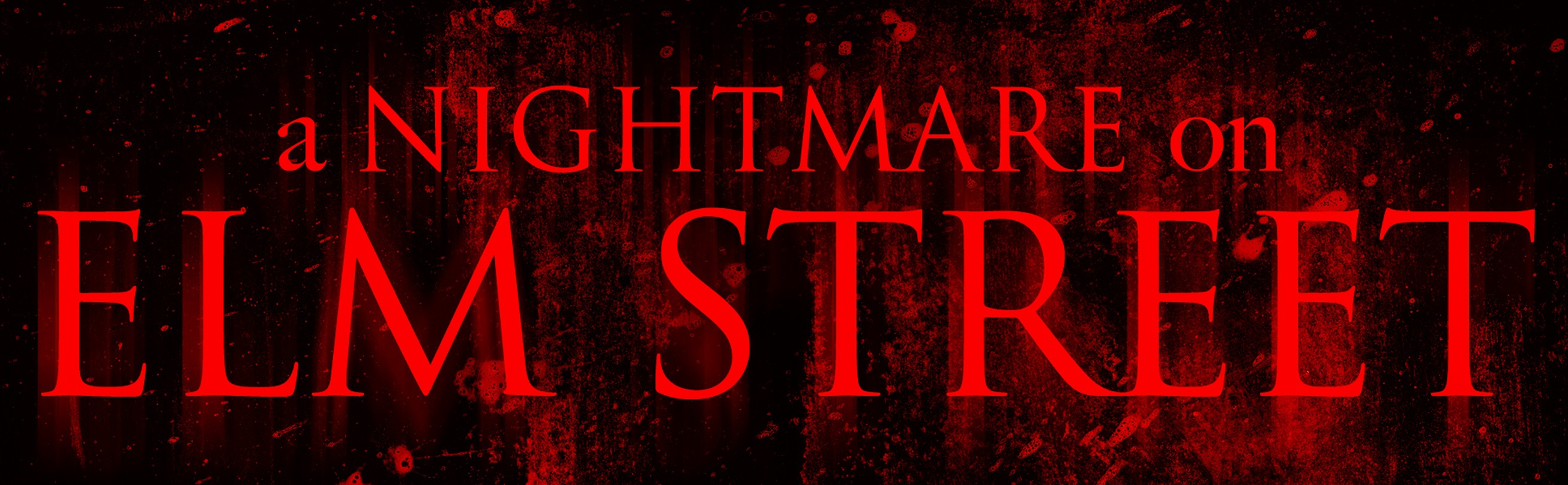

Este produs de New Line Cinema și Platinum Dunes și distribuit de Warner Bros. Pictures.

## Distribuție
- Jackie Earle Haley - Fred "Freddy" Krueger
- Kyle Gallner - Quentin Smith
- Rooney Mara - Nancy Holbrook
  - Kyra Krumins - young Nancy
- Katie Cassidy - Kris Fowles
  - Julianna Damm - young Kris
- Thomas Dekker - Jesse Braun
  - Bayden Coyer - young Jesse
- Kellan Lutz - Dean Russell
  - Max Holt - young Dean
- Clancy Brown - Alan Smith
- Connie Britton - Dr. Gwen Holbrook
- Lia Mortensen - Nora Fowles
- Kurt Naebig - Mr. Russell
- Jennifer Robers - Mrs. Russell
- Christian Stolte - Mr. Braun
- Andrew Fiscella - a Prison Inmate